# إيرني ويلكينسون
إيرني ويلكينسون (بالإنجليزية: Ernie Wilkinson) هو لاعب كرة قدم بريطاني في مركز نصف الجناح، ولد في 13 فبراير 1947 في تشيسترفيلد في المملكة المتحدة. لعب مع نادي أرسنال.